# Защитные мероприятия (контрмеры) после Чернобыльской аварии

## Защитные мероприятия (контрмеры) после Чернобыльской аварии
Применение защитных мероприятий (контрмер) направлено на радиационную защиту человека и окружающей среды, а также на возвращение к нормальной жизнедеятельности населения на радиоактивно загрязненных территориях, насколько это возможно. На разных фазах чернобыльской аварии (ранняя, промежуточная и поздняя) применялись различные контрмеры, направленные как на уменьшение внешнего, так и внутреннего облучения человека. Для защиты населения от радиации был применен широкий комплекс контрмер – начиная от срочной эвакуации жителей с территорий с наиболее высоким радиоактивным загрязнением в 1986 году до долгосрочного мониторинга радионуклидов в пищевых продуктах во многих европейских странах на соответствие допустимым уровням.   Весь спектр примененных контрмер и их эффективность рассматривались в ряде международных публикаций и легли в основу современных систем поддержки принятия управленческих решений по снижению последствий радиационных и ядерных аварий: COSYMA, RODOS, ReSCA   и др..
В период с 1986 по 1989 годы в ближней зоне ЧАЭС и в населенных пунктах, наиболее загрязненных после Чернобыльской аварии, была проведена крупномасштабная дезактивация. В общей сложности было обработано более тысячи населенных пунктов. Это включало очистку водой или специальными растворами десятков тысяч жилых и общественных зданий, более тысячи сельскохозяйственных ферм, удаление загрязненных частей зданий и верхнего слоя почвы, очистку и мытье дорог, а также дезактивацию открытых источников водоснабжения. На сельскохозяйственных угодьях и в лесах (за исключением территории «Рыжего леса») удаление радиоактивно загрязненного слоя почвы не проводилось из-за потери плодородия дерново-подзолистых песчаных и супесчаных почв, серьезных экологических проблем, а также высокой стоимости, связанной с захоронением загрязненной почвы.
Осуществление сельскохозяйственных контрмер после чернобыльской аварии было наиболее эффективным и  весьма широким как в наиболее пострадавших странах бывшего СССР, так и в Западной Европе. Основная цель сельскохозяйственных контрмер заключалась в производстве пищевых продуктов с концентрациями радионуклидов ниже установленных на тот момент допустимых уровней. Окончательный выбор стратегии и тактики контрмер после аварии на ЧАЭС представлял собой сложную комбинацию строгих научных обоснований, экспертных оценок, субъективных мнений лиц, осуществлявших властные функции на фоне социально-политической обстановки в СССР и отдельных республиках. Начиная с 1989 года, важнейшим фактором, влияющим на принятие решений, стало общественное мнение.
Спустя 10 лет после аварии было официально признано мировым сообществом, что применение контрмер в сельском хозяйстве позволило в 2 раза уменьшить дозы облучения населения в наиболее пострадавших после Чернобыльской аварии странах. Применение защитных мероприятий/контрмер после Чернобыльской аварии с целью уменьшения радиоактивного загрязнения продуктов питания и сейчас остается основным средством уменьшения доз облучения населения. Опыт применения защитных мероприятий показал, что человечество располагает достаточно большими возможностями по снижению последствий радиоактивного загрязнения.  Признано, что практически все сельскохозяйственные контрмеры, применяемые в крупных масштабах на загрязненных землях после Чернобыльской аварии, могут быть рекомендованы для использования и в случае потенциально возможных будущих радиационных аварий (таблица)..
| Защитное мероприятие                                        | 137Cs           | 90Sr            |
| Известкование                                               | 1,5–3,0         | 1,5–2,6         |
| Внесение минеральных удобрений                              | 1,5–3,0         | 0,8–2,0         |
| Внесение органических удобрений                             | 1,5–2,0         | 1,2–1,5         |
| Коренное улучшение: Первое применение Дальнейшие применения | 1,5–9,0 1,5–3,5 | 2,0–3,0 1,5–2,0 |
| Поверхностное улучшение                                     | 2,0–3,0         | 1,5–2,0         |
| Кормление чистыми кормами (в зависимости от времени)        | 2–5             | 2–5             |
| Введение сорбентов цезия                                    | 2–5             | —               |
| Переработка молока в масло                                  | 4–6             | 5–10            |
| Переработка семян рапса в масло                             | 250             | 600             |